# Houyhnhnm
Uno Houyhnhnm è un essere immaginario della razza di cavalli intelligenti descritti nella quarta e ultima parte del romanzo satirico-fantastico I viaggi di Gulliver dell'irlandese Jonathan Swift.

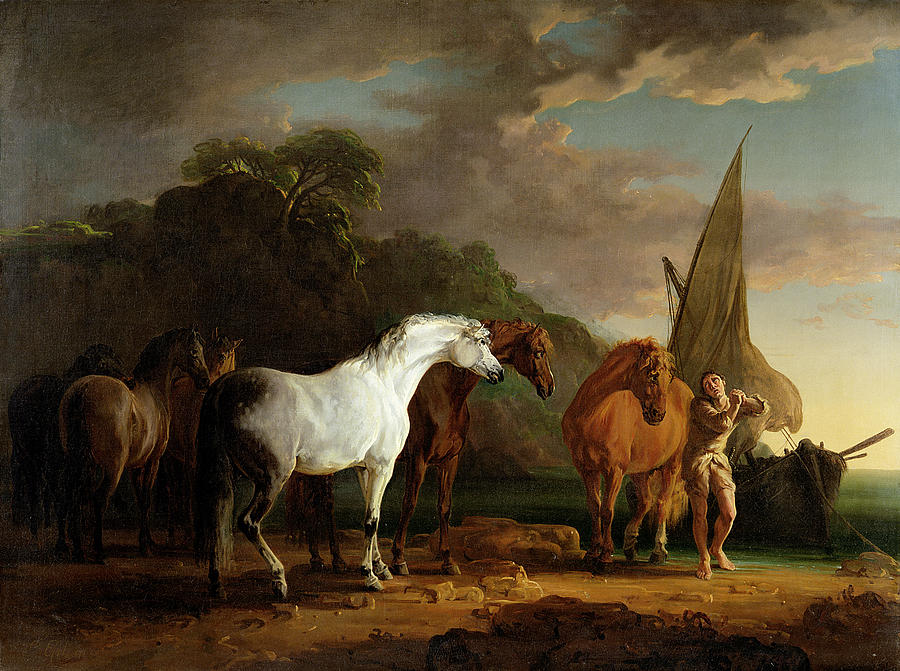
Gulliver abbandona la terra degli Houyhnhnms, opera di Sawrey Gilpin

## Descrizione

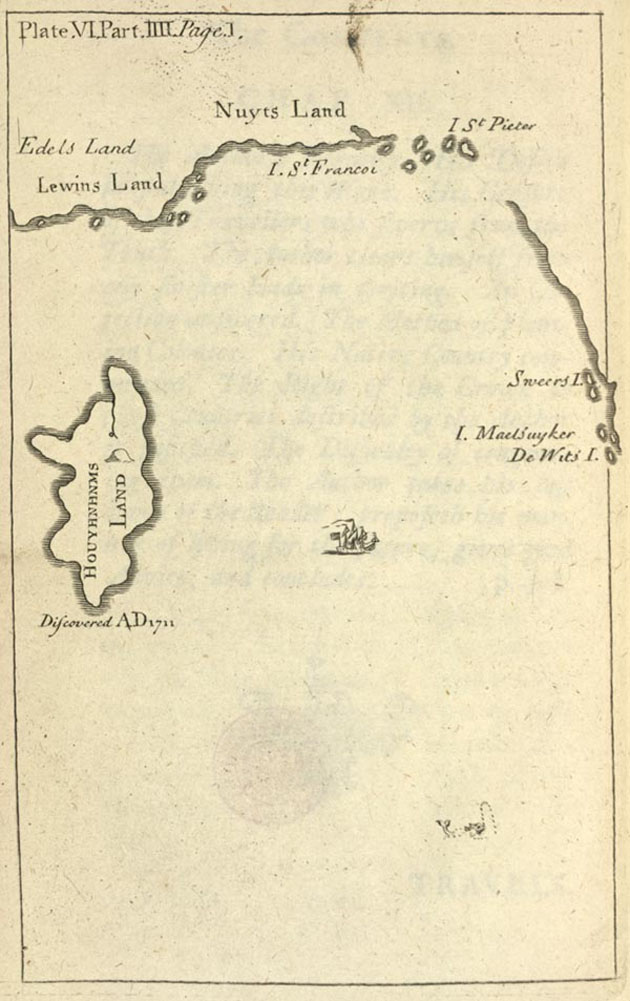
Mappa della terra degli Houyhnhnms (Hermann Moll, 1726 circa)

Secondo il dizionario della pronuncia inglese edito dall'Università di Cambridge la parola Houyhnhnm va pronunciata /ˈhwɪnəm/. Essa è dunque un'onomatopea, imitando in modo evidente il nitrito del cavallo.
Jonathan Swift, irlandese di nascita, pastore anglicano e sferzante polemista settecentesco, descrive gli Houyhnhnms come cavalli razionali che vivono in una società affidabile e pacifica. Essi vivono in stalle e capanne che costruiscono da soli e coltivano i campi con l'aiuto di buoi ed altri animali da tiro. Nella loro terra sono la razza predominante e si contrappongono fortemente agli Yahoos, gli umani locali, che vivono selvaggiamente e in schiavitù, disprezzati da tutti, soprattutto dagli Houyhnhnms stessi.
Lemuel Gulliver, dopo essere arrivato da solo nell'isola, probabilmente a sud dell'Australia, conosce la superiorità morale degli Houyhnhnms e anche lui inizia a disprezzare gli Yahoos, benché essi siano della sua stessa specie, poiché vede in loro la stessa brutalità e lo stesso carattere violento degli uomini europei, che si ritengono invece più moralmente elevati degli altri viventi.
Bandito dagli Houyhnhnms poiché, essendo uno Yahoo, non può vivere al loro pari, Gulliver se ne va dall'isola molto malvolentieri, e dopo alcune vicende viene preso a bordo da un capitano portoghese, Pedro de Mendez. Egli non è intenzionato affatto a tornare a vivere tra i suoi Yahoo, ma il temperamento altruista e socievole del capitano riesce a fargli da tramite e ad attutire l'impatto. Quando Gulliver ritorna in Inghilterra è profondamente cambiato e non riesce a tollerare l'odore e l'aspetto dei suoi simili. Ritiene chiunque gli stia attorno uno Yahoo, anche i membri della sua famiglia, e trascorre molto del suo tempo isolato dai familiari, nella sua stalla, vicino ai suoi cavalli, con i quali tenta di conversare.

## Morale e costumi
La società degli Houyhnhnms è basata solo e soltanto sulla ragione, perciò essi praticano una sorta di eugenetica basata sulle loro analisi di beneficio e costo. Poiché il loro unico valore morale è la difesa della ragione, non sono mossi particolarmente da pietà o una credenza nel valore intrinseco della vita, e quindi non hanno religione alcuna. Ad esempio, essi non mancano di fornire Gulliver di pelle di Yahoo scorticato per costruire le vele della sua imbarcazione.
Gli Houyhnhnms non provano sentimenti o passioni e non sanno cosa siano la tristezza e il dispiacere. Non conoscono l'assassinio e se uno di loro muore è per una disgrazia naturale. Quando un loro caro o conoscente muore, non provano sentimenti per la sua dipartita, e quando sono prossimi alla morte non provano alcun dispiacere. Un episodio curioso ne è la prova: una cavalla viene invitata a mangiare presso la casa del cavallo che accoglie Gulliver, giunge in ritardo e si scusa riferendo che suo marito è morto qualche ora prima e che lei ha dovuto trattenersi a casa per discutere coi suoi servi sul luogo più adatto a seppellirlo. L'equina mangia il suo pranzo coi suoi figli, come ogni altro Houyhnhnm, e non è colpita affatto dalla sua perdita. Gulliver asserisce poi che qualche mese dopo sarebbe morta anche lei.
La mancanza di sentimenti negli Houyhnhnms si nota anche nelle loro leggi sulla famiglia: infatti la norma vuole che ogni coppia generi non meno e non più di due bambini, che siano un maschio e una femmina. Nel caso in cui questi abbiano lo stesso sesso, invece, i genitori devono portarli all'assemblea generale annuale e devono scambiare uno di essi con quello di un'altra famiglia che ne abbia avuti due del sesso opposto. Ciò può essere visto come una critica all'ideale che vuole la famiglia perfetta come genitrice di due figli di sesso opposto.

## Filosofia e lingua
Gli Houyhnhnms hanno una società ordinata e pacifica. Possiedono una filosofia che si basa sull'osservazione della natura e ha una lingua che è completamente priva di parole che indicano sentimenti, fatti o cose negative. Poiché non hanno, per esempio, nessuna parola che significhi mentire, devono sostituire il verbo con l'espressione dire la cosa che non è. A testimonianza di quanto disprezzino gli Yahoos, gli Houyhnhnms sono soliti posporre la parola Yahoo a un termine qualsiasi quando vogliono dargli un'accezione negativa (ad esempio Hhnm Yahoo significa servo stolto). Di seguito alcune parole della lingua degli Houyhnhnms ritrovabili nel libro:
- gnnayh - uccello di rapina
- hluunh - avena
- Hnea-Yahoo - malattia (degli Yahoo)
- Houyhnhnm - cavallo, letteralmente perfezione di natura
- luhimuh - topo selvatico
- lyhannh - uccello simile alla rondine
- Nnuhnoh - animale dalla pelle lanuginosa
- snuunh - morto, letteralmente tornato alla prima madre
- Ynholmhnmrohluu Yahoo - casa mal costruita

## Interpretazione
Sul significato satirico della figura degli Houyhnhnms si sono fatte molte ipotesi. È possibile, per esempio, considerare ciò una critica velata di Swift all'Impero britannico sul trattare dei non-bianchi come creature umane inferiori, in quanto gli Yahoo sono disprezzati e schiavizzati dai cavalli razionali, e addirittura gli Houyhnhnms stessi sono divisi in classi a seconda del colore del loro manto.
D'altronde dalla figura degli Yahoo, disprezzati per la loro indole brutale estranea agli Houyhnhnms, emerge indubbiamente l'accusa generale agli uomini per il loro carattere, che dà luogo a guerre e misfatti e il monito a seguire degli ideali più moralmente elevati come quelli di pacifica convivenza e di sincerità propri degli Houyhnhnms: Per esempio, uno Yahoo, se trova una certa pietra, del valore che i cavalli non conoscono, è capace di lottare fino all'ultimo sangue con altri Yahoo per tenersela, e languire e piangere se la perde, magari anche con qualcuno che la ruba mentre i due litiganti si danno addosso (il "padrone" di Gulliver paragona questo ai processi degli umani, nei quali peraltro, Gulliver commenta, spesso e volentieri gli avvocati trascinano il processo finché le due parti in causa non si rovinano senza ottenere nulla, mentre se allo Yahoo la pietra viene restituita si calma). Oppure: degli Yahoo che trovino molto più cibo di quello che li sazia non hanno problemi a litigare e uccidersi a vicenda per avere ognuno tutto il cibo, lungi dal mangiare in pace ognuno secondo la propria fame; inoltre uno Yahoo è capace di mangiare all'inverosimile e poi procurarsi un'erba purgante ed emetica per non stare male, sprecando tutto il cibo.